# 帕雷德斯德西贡萨
帕雷德斯德西贡萨，是西班牙卡斯蒂利亚-拉曼恰瓜达拉哈拉省的一个市镇。总面积33平方公里，总人口52人（2001年），人口密度2人/平方公里。